# Creugas cinnamius
Creugas cinnamius là một loài nhện trong họ Corinnidae.
Loài này thuộc chi Creugas. Creugas cinnamius được Eugène Simon miêu tả năm 1888.